# Advanced Intelligent Tape
Advanced Intelligent Tape（アドバンスドインテリジェントテープ、AIT）はソニーが開発した、磁気テープを使用した大容量補助記憶装置の規格。

## 概要

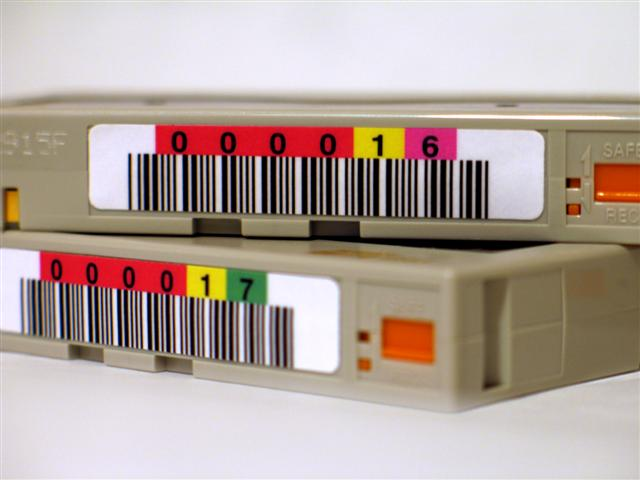
AITテープ

基本は2リール式、テープ幅8mm、ヘリカルスキャン方式のテープドライブ。「Memory in Casette」（MIC）と呼ばれる64Kbit（2KB）のEEPROMをカートリッジに内蔵し、使用履歴やデータ位置を保存することでサーチの高速化とサーチによるテープの摩耗軽減を図っている。ただし、コスト面でデメリットとなるためMICを内蔵しないものも存在する。
ハードウェアレベルの圧縮技術Adaptive Lossless Data Compression（ALDC）の採用によって最大1/2.6まで圧縮し、200GBのAIT-4テープに520GBまで記録できる。
2011年の段階で、AIT/SAIT両方のドライブの販売は終了している。

## 規格
AITの規格は多数ある。以下に全規格とその性能を示す。
| 規格        | 非圧縮時容量 | 非圧縮転送レート |
| ----------- | ------------ | ---------------- |
| AIT-1       | 25, 35GB     | 3, 4MB/s         |
| AIT-1 Turbo | 40GB         | 6MB/s            |
| AIT-2       | 50GB         | 6MB/s            |
| AIT-2 Turbo | 80GB         | 12MB/s           |
| AIT-3       | 100GB        | 12MB/s           |
| AIT-3Ex     | 150GB        | 18MB/s           |
| AIT-4       | 200GB        | 24MB/s           |
| AIT-5       | 400GB        | 24MB/s           |
| SAIT-1      | 500GB        | 30MB/s           |
| SAIT-2      | 800GB        | 45MB/s           |

## SAIT
SAITとはSuper AITのことで、1リール式に切り替えられている。メーカー表記は「S-AIT」。AITは新旧の互換性が高い規格だが、SAITはAITとの互換性はない。この規格を採用した製品はSAN向けであることが多い。500GBのSAIT-1は圧縮時に最大1.3TBまで保存できる。